# Менту-Ратель
Менту́-Рате́ль (фр. Menetou-Râtel) — коммуна во Франции, находится в регионе Центр. Департамент — Шер. Входит в состав кантона Сансер. Округ коммуны — Бурж.
Код INSEE коммуны — 18144.
Коммуна расположена приблизительно в 170 км к югу от Парижа, в 90 км юго-восточнее Орлеана, в 45 км к северо-востоку от Буржа.

## Население
Население коммуны на 2008 год составляло 488 человек.
| 1962 | 1968 | 1975 | 1982 | 1990 | 1999 | 2008 |
| ---- | ---- | ---- | ---- | ---- | ---- | ---- |
| 547  | 594  | 526  | 506  | 483  | 480  | 488  |

## Администрация
| Период | Период | Фамилия        | Партия | Примечания |
| ------ | ------ | -------------- | ------ | ---------- |
| 2001   | 2008   | Пьер Раффестен |        |            |
| 2008   | 2014   | Мишель Десро   |        |            |

## Экономика

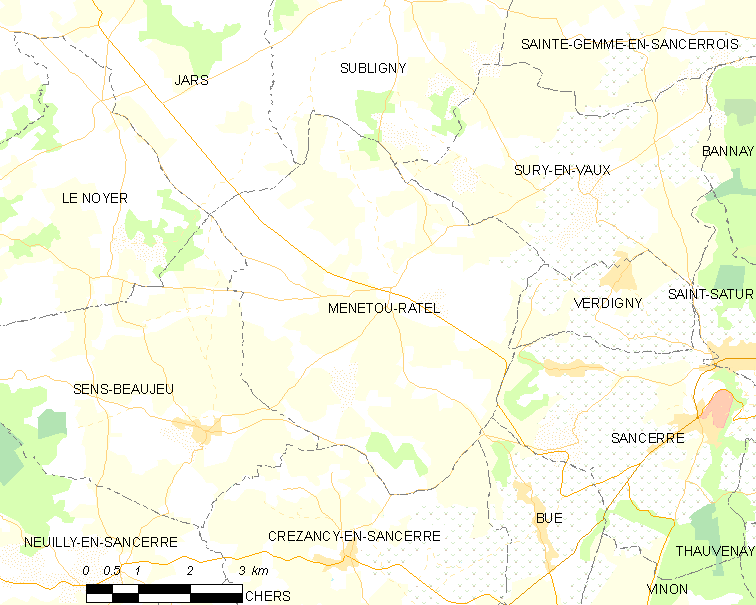
Карта коммуны

В 2007 году среди 310 человек в трудоспособном возрасте (15-64 лет) 220 были экономически активными, 90 — неактивными (показатель активности — 71,0 %, в 1999 году было 70,1 %). Из 220 активных работали 201 человек (116 мужчин и 85 женщин), безработных было 19 (8 мужчин и 11 женщин). Среди 90 неактивных 31 человек были учениками или студентами, 35 — пенсионерами, 24 были неактивными по другим причинам.